# Jules LeBlanc
Julianna Grace LeBlanc, nota come Jules LeBlanc, precedentemente Annie LeBlanc (Augusta, 5 dicembre 2004), è una youtuber, attrice e cantante statunitense.
Nel dicembre 2018 Business Insider l'ha definita come una delle adolescenti più famose al mondo. Dal 2020 al 2022 è stata la protagonista, insieme a Jayden Bartels, della serie televisiva di Nickelodeon Lex & Presley.

## Biografia
Julianna Grace LeBlanc è nata dai genitori Billy e Katie, ha una sorella minore, Hayley Noelle, e aveva un fratello maggiore Caleb Logan, che nel 2015 è deceduto a causa di cardiomiopatia ipertrofica, all'età di 13 anni. Ha iniziato a frequentare lezioni di ginnastica all'età di 2 anni e la sua famiglia ha iniziato a pubblicare video di lei online quando ne aveva tre. Si è allenata come ginnasta fino all'agosto 2017.
È diventata popolare sull'piattaforma Musical.ly (oggi conosciuta come TikTok) e ad oggi conta oltre 18 milioni di follower. In precedenza i LeBlanc vivevano a Severna Park, nel Maryland, ma successivamente si sono trasferiti a Los Angeles, in California, in modo che la giovane potesse iniziare a recitare e creare musica. Nell'ottobre 2020 ha rivelato di voler cambiare il suo nome in Jules, che è un altro dei suoi soprannomi.

### Carriera
Era inizialmente conosciuta per video in cui si esibiva come ginnasta, pubblicati dal 2008 sul suo canale YouTube. È inoltre una delle star dei video blog quotidiani del canale YouTube gestito dai genitori chiamato Bratayley (7,3 milioni di iscritti) dove venivano pubblicati quotidianamente video che documentavano le giornate della famiglia.
Ha collaborato musicalmente con Hayden Summerall in una cover di Little Do You Know canzone originale di Alex & Sierra. La reinterpretazione della canzone era diventata così virale che è entrata nella posizione 48 della classifica musicale degli artisti emergenti di Billboard (Emerging Artist Chart). Il 9 settembre 2017, la sua cover della canzone Fly di Maddie & Tae ha raggiunto il 34º posto nelle classifiche di Billboard nella categoria country. Nel novembre, LeBlanc ha pubblicato il suo primo singolo originale, intitolato Ordinary Girl.
Nel febbraio 2018 ha pubblicato il suo secondo singolo, Little Things. All'inizio di maggio 2018, ha pubblicato su iTunes un nuovo album compilation di musica pop country chiamato Lollipop, con l'etichetta musicale Heard Well. Ha pubblicato il suo nuovo singolo Picture This all'inizio di giugno in collaborazione con la star dei social media Austin Brown. Poco prima di dicembre ha pubblicato il singolo natalizio It's Gonna Snow.
Nell'agosto 2017, YouTube ha dato il via alle riprese della serie serie YouTube Red Originals, We Are Savvy, come una continuazione di una serie di riviste per ragazzi con lo stesso nome su Family Channel in Canada. LeBlanc è stata presentata come co-conduttrice della serie, che ha debuttato con oltre 4,2 milioni di visualizzazioni nel primo episodio.
Nello stesso mese, il network digitale Brat ha pubblicato una nuova serie su YouTube chiamata Chicken Girls, nella quale la cantante è la protagonista assieme a Hayden Summerall. L'episodio di debutto dello show ha avuto oltre 10 milioni di visualizzazioni su YouTube e, a maggio 2018, la seconda stagione ha registrato tra i 2 e i 4,5 milioni di visualizzazioni per episodio. Nel febbraio 2018, Variety ha annunciato che Lionsgate avrebbe distribuito un lungometraggio della serie intitolato Chicken Girls: The Movie.
Nel dicembre 2018, Business Insider la ha definita «una delle adolescenti più famose al mondo». A novembre 2019, la famiglia Le Blanc hanno terminato la registrazione dei vlog in famiglia che continuava da 9 anni, per cercare di concentrarsi su altri progetti. Nel febbraio 2020, LeBlanc è stata scelta per un ruolo da protagonista nella commedia televisiva di Nickelodeon, Side Hustle, al fianco di Jayden Bartels. La produzione del programma è stata in seguito sospesa a causa della pandemia di COVID-19.

## Discografia

### Raccolte
- 2018 – Lollipop[14]

### Singoli
- 2017 – Fly
- 2017 – Little Do You Know (con Hayden Summerall)
- 2017 – Birds of a Feather
- 2017 – Photograph
- 2017 – Ordinary Girl
- 2018 – Little Things
- 2019 – Over Getting Over You
- 2019 – Two Sides
- 2019 – Play Nice
- 2019 – Who You Are (feat. Sky Katz)
- 2019 – Utopia
- 2020 – We Got This (Side Hustle Theme Song feat. Jayden Bartels)
- 2021 – Be You (feat. Jayden Bartels)
- 2021 – A Song For Everyone (feat. Jayden Bartels)
- 2021 – What I Like About Christmas (feat. Jayden Bartels)
- 2022 – Worlds Collide (feat. That Girl Lay Lay, Jayden Bartels, Gabrielle Nevaeh)

## Filmografia

### Televisione
- Neon Arcade – webserie (2015)
- We Are Savvy – webserie, 32 episodi (2016-18)
- Chicken Girls – webserie, 67 episodi (2017- in corso)
- Mani – webserie, episodio 2x03 (2018)
- Overnights – webserie, episodio 1x03 (2018)
- A Girl Named Jo – webserie, 15 episodi (2018-19)
- Chicken Girls: The Movie – web film (2018)
- Brat Holiday Spectacular – web film (2018)
- Cugini per la vita – serie TV, episodio 1x11 (2019)
- Spring Breakaway – film TV, (2019)
- Intern-in-Chief – film TV, (2019)
- Sunnyside Up – webserie, (2019)
- Lex & Presley – serie TV, (2020)
- Group Chat with Annie & Jayden – serie TV, (2020)

## Tournée
- 2017 – The Left Me Hangin' Tour[22]

## Riconoscimenti
- 2017 – Candidatura al premio Kids and Family agli Streamy Awards[23]
- 2018 – Muser dell'anno agli Shorty Awards[24]
- 2018 – Candidatura come miglior attrice in una serie drammatica agli Shorty Awards[24]
- 2019 – Choice Music Web Star ai Teen Choice Awardss[25]
- 2020 – Miglior celebrità femminile dei social ai Kids' Choice Awards[26]